# SN 2004K
SN 2004K – supernowa typu Ia odkryta 19 stycznia 2004 roku w galaktyce E579-G22. W momencie odkrycia miała maksymalną jasność 17,20m.